# بخش سافونوفسکی
بخش سافونوفسکی (به لاتین: Safonovsky District) یک منطقهٔ مسکونی در روسیه است که در استان اسمولنسک واقع شده‌است.